# Alvisopoli
Alvisopoli è una frazione del comune di Fossalta di Portogruaro, in provincia di Venezia.

## Geografia fisica
Alvisopoli si colloca a nord di Fossalta, presso il confine con Teglio Veneto e San Michele al Tagliamento. Il centro è attraversato dal canale che mette in comunicazione il Taglio Nuovo con la roggia Lugugnana.

## Storia
Nonostante il passaggio di una strada romana che collegava il Concordiese a Quadrivium (Codroipo), la storia di Alvisopoli è molto recente ed è legata ai patrizi veneziani Mocenigo del ramo di San Samuele. La famiglia fece la sua comparsa nel Seicento, quando acquistò un vasto fondo comprendente un modesto centro abitato chiamato il Molinat; successivamente, vi fecero costruire una villa.
Nell'Ottocento le proprietà erano giunte al conte Alvise Mocenigo, il quale decise la costruzione di una città ideale che portasse il suo nome. L'iniziativa fu certamente innovativa: a differenza di casi analoghi, il Mocenigo progettò un centro abitato dotato di servizi che rendessero la comunità autosufficiente. Pertanto, alla tradizionale attività agricola (potenziata attraverso l'introduzione di tecniche innovative, come quelle riguardanti il riso e la barbabietola) tentò di affiancare il settore industriale (in particolare quello tessile) che potesse basarsi sulle risorse prodotte in loco.
La campagna fu così riorganizzata e bonificata, alternando aree asciutte a terreni umidi, regolamentati da un efficiente sistema di canali tuttora funzionante. Per quanto riguarda l'urbanistica, furono costruiti edifici ad uso residenziale (si possono ancora notare le basse casette dei contadini) e industriale (barchesse, risiera, fornace, mulino). A ciò si aggiunsero le attività culturali, con la fondazione di una celebre tipografia che funzionò ad Alvisopoli sino al 1814, allorché fu trasferita a Venezia.

## Monumenti e luoghi d'interesse

### Chiesa di San Luigi
Fu innalzata la prima volta nel 1720 da Antonio Mocenigo e originariamente era ad una sola navata. Durante la fondazione di Alvisopoli, Alvise Mocenigo avrebbe voluto ricostruirla altrove (alla fine dell'attuale via ai Molini) e più grande ma, per la mancanza di fondi, si limitò ad ampliarla, basandosi sui consigli di Giovanni Battista Balestra e di Antonio Canova. Fu poi modificata nel 1843 dalla moglie del conte, Lucia Memmo, che realizzò il coro e le due navate laterali e ne arricchì gli arredi trasferendovi varie opere dall'oratorio di Ca' Memmo di Cendon. Tra queste la pregevole Madonna del Latte, tela del XVII secolo, e due angeli marmorei, attribuiti a Giusto Le Court. Gli ultimi ampliamenti si ebbero nel 1881 con l'aggiunta delle due nicchie laterali e nel 1907 fu eretto il campanile.

### Oratorio di San Biagio
Il piccolo edificio, collocato a sud del paese, ha una storia antichissima: un tempo ben più grande, secondo la tradizione sarebbe stata la prima delle chiese fossaltesi e per un periodo avrebbe rappresentato la pieve del capoluogo. Per secoli fu un luogo di forte devozione popolare e meta di pellegrinaggi e nel XV secolo ospitò gli artisti impegnati nella decorazione della chiesa di Fossalta. Nel 1787 la chiesa fu in gran parte demolita per reimpiegarne il materiale edilizio nella costruzione del campanile di Fossalta.

## Strutture militari
- Site Castor ex deposito di stoccaggio di armi nucleari tattiche nel periodo della Guerra fredda.